# Rivière Micosas
Rivière Micosas är ett vattendrag i Kanada.   Det ligger i provinsen Québec, i den östra delen av landet, 500 km nordost om huvudstaden Ottawa.
I omgivningarna runt Rivière Micosas växer i huvudsak blandskog. Runt Rivière Micosas är det mycket glesbefolkat, med 2 invånare per kvadratkilometer.